# Stilbosis alcyonis
Stilbosis alcyonis är en fjärilsart som beskrevs av Edward Meyrick 1917. Stilbosis alcyonis ingår i släktet Stilbosis och familjen fransmalar. Inga underarter finns listade i Catalogue of Life.